# Psychoides filicivora
Psychoides filicivora är en fjärilsart som beskrevs av Edward Meyrick 1937. Psychoides filicivora ingår i släktet Psychoides och familjen äkta malar.
Artens utbredningsområde är Irland. Inga underarter finns listade.